# Xã Otto, Quận Kankakee, Illinois
Xã Otto (tiếng Anh: Otto Township) là một xã thuộc quận Kankakee, tiểu bang Illinois, Hoa Kỳ. Năm 2010, dân số của xã này là 2.582 người.